# 1994 en Palestine
Chronologie de la Palestine
- 1990
- 1991
- 1992
- 1993
- 1994
- 1995
- 1996
- 1997
- 1998

Cette page concerne les événements survenus en 1994 en Palestine :

## Évènements
- 25 février : Massacre d'Hébron : un colon israélien assassine 29 Palestiniens et en blesse 125 autres dans le tombeau des Patriarches. Des dizaines de Palestiniens sont tués par l’armée israélienne lors des heurts qui suivent[1].
- 18 mars : Résolution 904 du Conseil de sécurité des Nations unies (en) en réaction au massacre.
- 2 avril : Le Tadjikistan reconnaît l'État de Palestine[2].
- 6 avril :Attentat suicide contre un bus à Afula (en) (bilan : 8 morts)
- 13 avril : Attentat suicide à la gare centrale de Hadera (en) (bilan : 5 morts et 30 blessés)
- 25 avril : L'Ouzbékistan reconnaît l'État de Palestine[2].
- 4 mai : Accord sur la bande de Gaza et la région de Jéricho.
- 18 mai : Les forces israéliennes se retirent de Jéricho et de la ville de Gaza, conformément aux accords d'Oslo.
- 1er juillet : Le président palestinien Yasser Arafat rentre en Palestine après 27 ans d'exil en traversant la frontière entre l'Égypte et la bande de Gaza, arrivant d'abord à Rafah puis à Gaza[3],[4],[5],[6].
- 5 juillet : Investiture du président palestinien : Le président palestinien Yasser Arafat prête serment en tant que premier président de l'Autorité nationale palestinienne. Le premier gouvernement de Palestine prête serment et tient sa première réunion officielle à Jéricho. Le serment est prononcé devant des religieux musulmans, chrétiens et juifs[7],[8],[9],[10].
- 26 juillet : Attentat à la bombe contre l'ambassade d'Israël à Londres (en) : Un véhicule bourré de 30 livres d'explosifs explose à l'ambassade d'Israël à Londres, blessant 20 personnes. Cinq Palestiniens sont arrêtés à Londres en janvier 1995 en relation avec deux attentats à la bombe.
- 4 octobre : La Papouasie-Nouvelle-Guinée reconnaît l'État de Palestine. 98 pays ont reconnu l'État de Palestine à la fin de 1994[2].
- 9 octobre : Enlèvement de Nachshon Wachsman (en) : le caporal Nachshon Wachsman, soldat de Tsahal, est enlevé par des militants du Hamas déguisés en colons juifs. Ils demandent ensuite la libération du cheikh Ahmed Yassine (le fondateur du Hamas) et de 200 autres prisonniers arabes palestiniens de la prison israélienne en échange de la libération de Nachshon Wachsman.
- 14 octobre : L'unité des forces spéciales israéliennes Sayeret Matkal tente de libérer l'otage Nachshon Wachsman détenu par des assaillants palestiniens dans le village de Bir Nabala en Cisjordanie ; l'otage et Nir Poraz, le commandant militaire, sont tués par les assaillants au cours de l'opération.
- 19 octobre : Attentat à la bombe contre un bus de la rue Dizengoff (en) (bilan 22 morts. Le Hamas revendique l'attentat.
- 11 novembre :  Attentat à la bombe à bicyclette au carrefour de Netzarim (en) : Trois soldats israéliens sont tués lorsqu'un palestinien déclenche des explosifs attachés à son corps alors qu'il roule à bicyclette à un carrefour routier près de l'ancienne colonie israélienne de Netzarim.
- 30 novembre : La sergente Liat Gabai, militaire israélienne de 19 ans, est tuée à la hache par un militant islamique palestinien dans le centre d'Afula[11].
- 10 décembre : Le président palestinien Yasser Arafat, le Premier ministre israélien Yitzhak Rabin et le ministre israélien des Affaires étrangères Shimon Peres reçoivent le prix Nobel de la paix.
- 25 décembre : Attentat-suicide de Jérusalem Binyanei HaUma : 13 personnes sont blessées lors d'un attentat-suicide à Jérusalem. Le Hamas revendique l'attentat

## Créations
- Al-Hayat al-Jadida, quotidien.
- Archives nationales de Palestine (en)
- Autorité monétaire palestinienne
- Autorité nationale palestinienne
- Centre culturel Ibdaa (en)
- Centre des arts de l'enfance palestinienne (en)
- Département des négociations de l'OLP (en)
- Forces de sécurité palestiniennes
- Ittihad Khanyounis (en), club de football de la ville de Khan Younès.
- Palestinian Broadcasting Corporation
- Police palestinienne
- Poste-frontière de Karni
- Premier gouvernement Arafat (en)
- Ministère de la Santé
- Ministère des Finances (en)
- Ministère de l'Intérieur (en)
- Ministère de la Jeunesse et des Sports (en)
- Ministère de la Justice (en)
- Ministère du gouvernement local (en)
- Ministère du Tourisme et des Antiquités (en)
- Ministère des télécommunications et des technologies de l'Information de l'État de Palestine
- Ministère palestinien de l'éducation et de l'enseignement supérieur (en)
- Ministère palestinien du travail (en)
- Ministre de la planification de l'Autorité nationale palestinienne (en)
- Police navale palestinienne (en)
- Président de l'Autorité nationale palestinienne (en)
- Service des renseignements généraux (en)
- Société d'investissement arabe palestinienne (en)
- Taybeh Brewing Company (brasserie)

## Naissances
- Batoul Matta, scientifique palestinien.
- Mousa Salim (he), footballeur israélo-palestinien.

## Décès
- Hind al-Husseini, militante palestinienne.